# スウィート・グウェンドリン
『スウィート・グウェンドリン』 (Sweet Gwendoline) はアメリカ合衆国で活躍したボンデージアーティスト、ジョン・ウィリーの描いたイラストストーリーから端を発したコミックシリーズ。

## 概要
グウェンドリン (Gwendoline) を主人公とするボンデージコミックと呼ばれるシリーズ。グウェンドリンは若く愛らしい金髪のアメリカ女性であり、その彼女がさまざまな困難に巻き込まれて、悪漢に拘束される姿が主題である。ストーリーに複雑な部分はほとんど無く、悪漢にさらわれ拘束されたグウェンドリンを誰かが助け（美女が多い）るも、再びつかまり救出者ともども拘束される、というパターンを延々と繰り返す。
Bizarreなどボンデージマガジンに掲載され人気を博した。ウィリーの描くグウェンドリンは初期では裸にはされなかったが、後に出版規制が緩やかとなったため、本人やスタントンなどが描いた後期のシリーズでは裸で描かれることが多い。

## 登場人物
グウェンドリン (Gwendoline)
金髪でグラマラスな少女。年齢不詳だがシリーズ当初は21歳未満。詳細な家族構成・経歴は不明だが、親の遺産で細々と田舎に暮らしており世間知らずで男性や不審者に対する警戒心が皆無。性格は楽天的で負けず嫌い。最悪の状況に自らはまりやすい。
The Race of Gold Cupでは祖父と暮らす孫娘であり、所有する「LIGHTNING」という馬のジョッキーもつとめた。あまりにトラブルに巻き込まれるためにエージェントのU-69に頼んでトラブル回避のための縄抜けの技術を特訓してもらうが、あまり才能はない。愛称はグウェン。何度も助けてくれたU-69を心から信頼しており（多少逆らったりケンカしたりするが）手足を拘束されても鞭で打たれても、U-69と行動をともにする。
 U-69 または U-89
ブルネットの女性エージェント。本名不詳。何らかの機関に属し不正調査に活躍する潜入捜査員。作戦行動時には白の上下揃いの服と、黒のコルセット、長手袋、ブーツを着用している（制服的な扱いらしい）。ハイヒールの踵には鍵をあけるためのピッキングツールが仕込まれている。多少の拘束ならば自力で縄抜けが出来る。サディスティックな嗜好をもち、グウェンに縄抜けを教える一方で、縛り上げられて苦しむ彼女を見るのを楽しんでいる。グウェンドリンのことが大好きで、いじめるのも愛情表現。
名前が変わるのは出版規制による。
アンティー (Auntie)
U-69の叔母とされるが本当の叔母かは不明。貴族もしくは豪商の家系らしくメイドを抱えて、女性の躾にも厳しい。とはいえ後ろ手に拘束され首の鎖で引かれるグウェンドリンを見ても動じないので、U-69と同じサディスティックなのは間違い無い。“The Missing Princess”でグウェンを屋敷に招き、淑女の歩き方などを厳しく「指導」した。
フィフィ (Fifi)
アンティーの家の若いハウスメイド。アンティーやU-89(69)と同じ価値観を持ち、グウェンを厳しく躾ける。
ダーシー卿 (Sir d'Arcy)
グウェンドリン最大の敵。髭をはやしたチビの三流貴族。悪巧みに長けており、何度もグウェンを捕らえてはその美しい肢体を縛り上げては責め立てる。が、たいがい何らかのポカをやらかし、U-69によってグウェンを奪還されては、ダメージを受けるという役回り。作者であるジョン・ウィリーの投影されたキャラクターとされる。
"M"
ダーシー卿と組んで暗躍する女性。本名は不明だが、メイドを連れまわすことやその美しい気品ある姿から、ある程度の身分のある女性らしい。ザザというメイドを思いのままに操り、グウェンとダーシー卿の関係をコントロールするなど、深謀遠慮に優れダーシー卿よりも悪巧みに長ける。
ザザ (Zaza)
訛りのあるメイド。フレンチメイドと後に呼ばれるメイドスタイルをしており、Mの忠実な手下。直接グウェンを縛る役も多い。ただ、多少抜けている面もある。

## シリーズ
“Sweet Gwendoline”and the Race of Gold Cup
郊外に暮らすグウェンドリンは、借金のかたとしてダーシー卿に結婚を迫られていた。グウェンドリンには牧場を含めた財産があり、ダーシー卿はそれを狙っていた。祖父とグウェンドリンは一計を案じ、今度の競馬レース「ゴールドカップ」に所有するライトニング号を出走させ借金を返済しようと考えた。それを聞きつけたダーシー卿は騎手でもあるグウェンドリンを誘拐し、自分の欲望を叶えようとする。監禁されがちがちに縛られるグウェン。そこにU-89が助けに来て、かろうじて救出されるグウェンだったが、ダーシー卿の執拗な妨害工作が迫る。果たしてグウェンの運命は…?
Sir d'Arcy & Wasp Woman
ゴールドカップの後日談。グウェンを手に入れ損ね、ゴールドカップでも負けたたダーシー卿は腹の虫がおさまらない。相棒の"M"にそそのかされて再びグウェンを森に縛り付けるも、事態は意外な展開に…。
Sweet Gwendoline in “The Escape Artist”
ダーシー卿の事件後、懇意になったグウェンとU-89(69)は、安全なU-89のコテージで夏のバカンスを楽しんでいた。その時間を利用して、U-89はグウェンに縄抜けの技術を伝授しようとする。毎日あらゆる手段で縛られるグウェンだったが、いっこうに縄抜けが出来る気配はない。それもそのはずU-89は、決して解けるはずのない拘束をグウェンに課し、それを楽しんでいたのだ。そうとはしらないグウェンは、寝るときすら鎖をかけられる生活に次第に慣れていった…。
Gwendoline and “The Missing Princess”
ある日、ちっとも縄抜けの上達しないグウェンは、U-69の叔母、アンティーの家に招待された。2週間そこで滞在し、レディーとしてのたしなみをみっちりと教え込まれるグウェン。コルセットや革の拘束具で縛られた不自由な身体で、「しとやかに」歩かされるグウェンだったが、そうした不自由さが災いして進入してきた悪漢に捕らえられてしまう。悪漢はとある王国の姫をさらった女性たちだった。姫が言うことを聞かないので、偶然見つけたそっくりな顔のグウェンを誘拐し、代役に仕立てようというのだ。古城の地下室に連れ込まれ、厳しい拷問にさらされる姫と侍従を見せ付けられるグウェン。彼女にも襲い掛かるであろう拷問にグウェンは耐えられるのだろうか…?

## 単行本
- 『The Adventure of Sweet Gwendoline』BELIER PRESS Inc発行

## 派生作品
- Eric Stantonによる「Sweet,Sweet Gwendoline」という続編が制作され、より激しくイジめられるグウェンの姿が描かれた。
- 1984年に「Gwendoline」という映画が制作・公開されている。製作はフランスで、日本では『Gwendoline ゴールドパピヨン』という題名でDVD化されている。原作とはかなり趣きが異なる。